# معدن‌لی (آلاداغ)
معدن‌لی (به ترکی استانبولی: Madenli) یک منطقهٔ مسکونی در ترکیه است که در آلاداغ، آدانا واقع شده‌است.